# 에케르트 제4도법

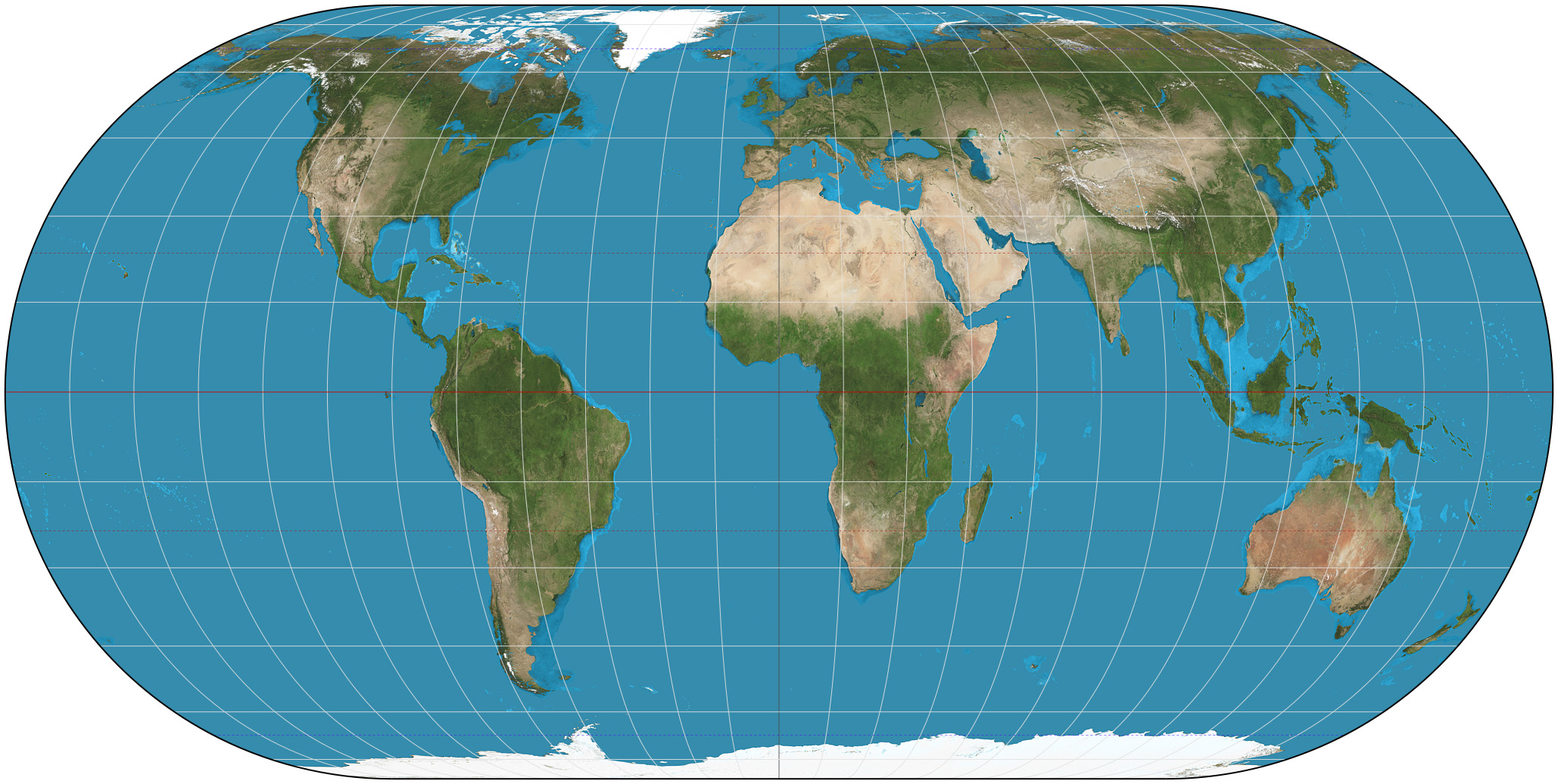
에케르트 제4도법의 세계지도

에케르트 제4도법은 막스 에케르트가 발표한 지도 투영법이다. 에케르트 도법의 네번째에 속하는 의원통도법으로, 위선은 정적도법이 되도록 배열한다. 중앙 경선은 직선, 외곽의 두 경선은 원호, 그 밖의 경선은 모두 등간격의 타원호이다. 극과 중앙경선은 적도의 절반으로 나타내어서 고위도지방의 왜곡을 완화했다. 바다를 자르지 않고도 모든 대륙을 비교적 바르게 나타낼 수 있어 세계 각종 분포도에 많이 쓰인다.

## 같이 보기
- 에케르트 제6도법